# Dekemhare Subregion
Dekemhare Subregion är ett distrikt i Eritrea.   Det ligger i regionen Debubregionen, i den centrala delen av landet, 30 km söder om huvudstaden Asmara.